# Città di Bunbury
La città di Bunbury è una delle dodici local government areas che si trovano nella regione di South West, in Australia Occidentale. Essa si estende su di una superficie di circa 65 chilometri quadrati ed ha una popolazione di 32.499 abitanti.